# Luciano Giovannetti (Sportschütze)
Luciano Giovannetti (* 25. September 1945 in Bottegone, Pistoia) ist ein ehemaliger italienischer Sportschütze.
Luciano Giovannetti, Inhaber eines Waffengeschäfts in seiner Geburtsstadt Pistoia, errang bei den Olympischen Sommerspielen 1980 in Moskau und bei den Olympischen Sommerspielen 1984 in Los Angeles jeweils die Goldmedaille im Trapschießen. Bei den Spielen 1980 ahmte er als Zeichen der Freude nach seinem Sieg das Trapschießen nach, indem er auf seine Mütze schoss, nachdem er sie in die Luft geworfen hatte.
Zwischen seinen beiden Olympiasiegen wurde er 1982 auch Weltmeister. Nach dem Ende seiner aktiven Laufbahn wirkte er als italienischer Nationaltrainer. Er war der erste Trapschütze in der olympischen Geschichte, der bei zwei aufeinanderfolgenden Spielen gewinnen konnte. Dem Australier Michael Diamond gelang dies später ebenfalls bei den Spielen 1996 in Atlanta und 2000 in Sydney.